# Azzo Visconti

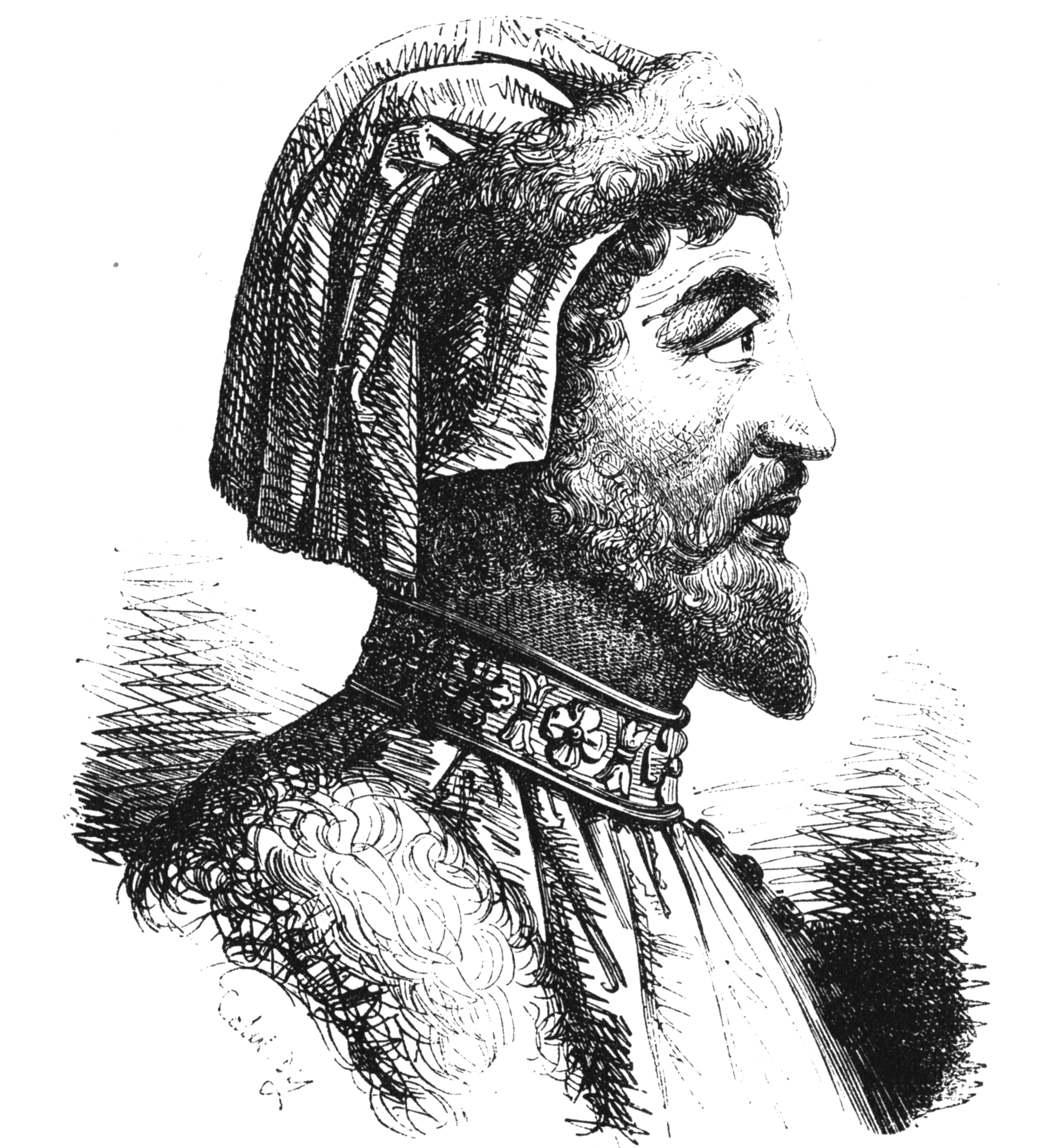
Azzo Visconti (* 1302; † 1339), Darstellung des 19. Jh.

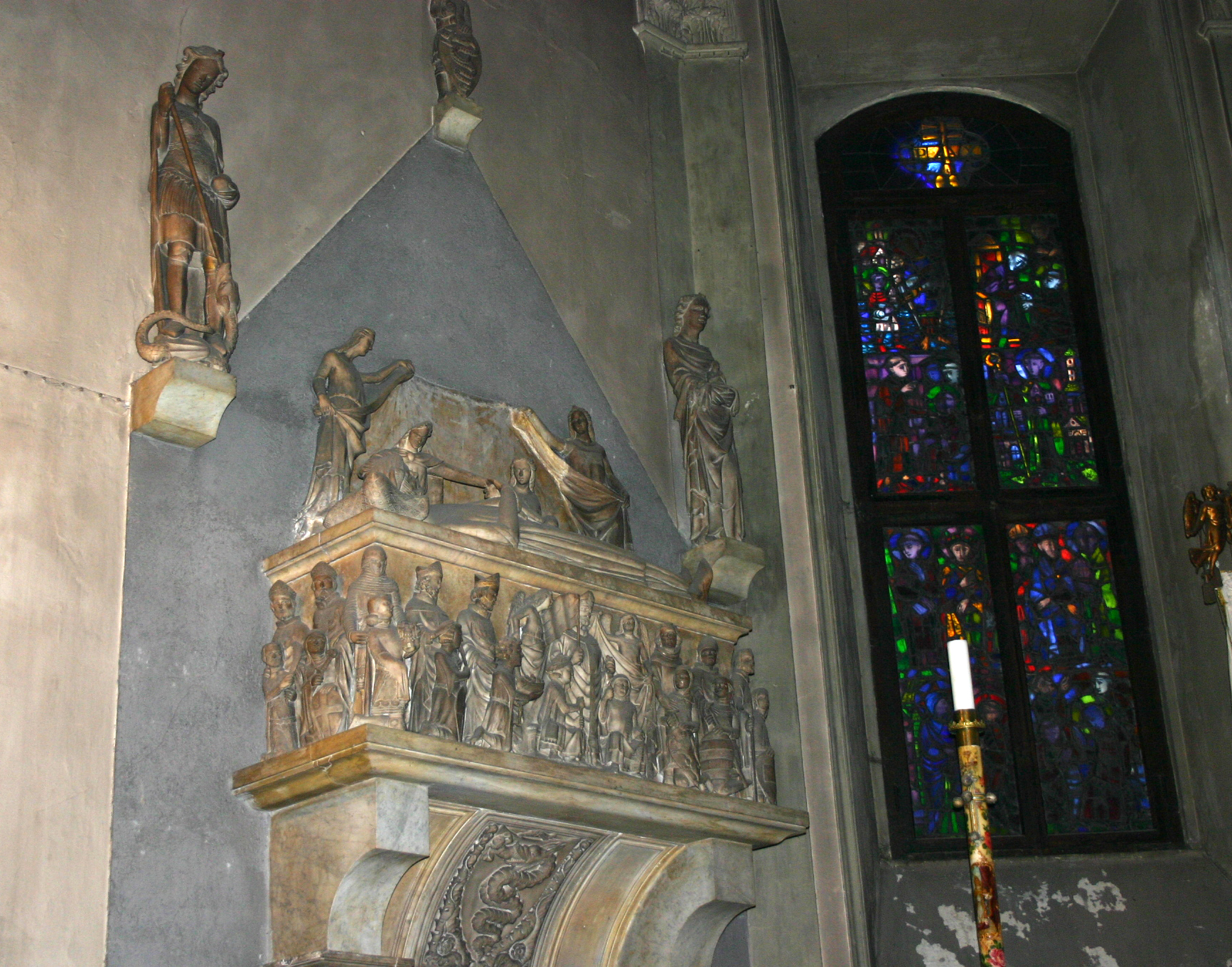
Grab des Azzo Visconti in San Gottardo: die Frontseite zeigt die Investitur als Vikar durch Ludwig den Bayern

Azzo Visconti (* 7. Dezember 1302 in Ferrara; † 16. August 1339), der seinem Vater Galeazzo I. Visconti 1328 folgte, kaufte den Titel eines kaiserlichen Vikars für 25.000 Florin vom gleichen Kaiser Ludwig IV., der seinen Vater eingesperrt hatte. Er eroberte zehn Städte, ermordete seinen Onkel Marco (1329), unterdrückte einen Aufstand seines Vetters Lodrisio, reorganisierte die Verwaltung seiner Länder, baute den achteckigen Turm von San Gottardo.
Azzo war seit dem 1. Oktober 1330 mit Katharina von Savoyen verheiratet († 18. Juni 1388). Die Ehe blieb ohne Erben. Mailand ging nach Azzos Tod an seine Onkel Luchino Visconti und Giovanni Visconti.